# اگویلافانت

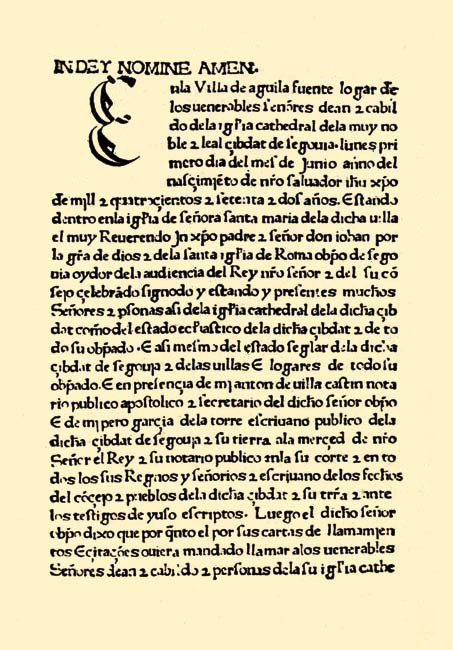
Sinodal de Aguilafuente (Juan Párix, 1472)

اگویلافانت (به اسپانیایی: Aguilafuente) یک شهرستان در اسپانیا است که در سگبیا واقع شده‌است.